# Zucchero
Zucchero este un cântăreț italian de muzică rock.  vândut peste 40 de milioane de albume la nivel mondial și a primit mai multe premii, printre care două premii World Music Awards, șase IFPI Europe Platinum Awards și o nominalizare la Premiile Grammy.

## Discografie selectivă
- Un po' di Zucchero (1983)
- Zucchero and the Randy Jackson Band (1984)
- Rispetto (1986)
- Blue's (1987)
- Snack Bar Budapest (1988, coloană sonoră de film)
- Oro incenso e birra (1989)
- Zucchero sings his hits in English (1990)
- Zucchero (1991)
- Zucchero Live at the Kremlin (1991)
- Miserere (1992)
- Diamante (1994)
- Spirito DiVino (1995)
- The Best of Zucchero Sugar Fornaciari's greatest hits (1997)
- Bluesugar (1998)
- Overdose d'amore the ballads (1999)
- Bluesugar & Whitechristmas (1999)
- Shake (2001)
- Zu & Co. (2004)
- Zu & Co live at the Royal Albert Hall- 6 May 2004 (2004)
- Zucchero & Co - American edition (2005) #84 US
- Zu & Co ultimate duets collection (2 CDs + DVD, 2005)
- Fly (2006)
- All the Best (2007)
- Live in Italy (2 CDs + 2 DVDs, 2008)
- Live in Italy (1 CD + 1 DVD, ediția SUA 2009)
- Chocabeck  (2010)
- La Sesión Cubana  (2012)